# Minstrellus emphatica
Minstrellus emphatica is een vlindersoort uit de familie van de prachtvlinders (Riodinidae), onderfamilie Riodininae.
Minstrellus emphatica werd in 1911 beschreven door Stichel.